# Groupe 6 du tableau périodique
Le groupe 6 du tableau périodique, autrefois appelé groupe VIA dans l'ancien système IUPAC utilisé en Europe et groupe VIB dans le système CAS nord-américain, contient les éléments chimiques de la 6e colonne, ou groupe, du tableau périodique des éléments :
| Période | Élément chimique | Élément chimique | Z   | Famille d'éléments  | Configuration électronique[2] |
| ------- | ---------------- | ---------------- | --- | ------------------- | ----------------------------- |
| 4       | Cr               | Chrome           | 24  | Métal de transition | [Ar] 4s1 3d5 ( * )            |
| 5       | Mo               | Molybdène        | 42  | Métal de transition | [Kr] 5s1 4d5 ( * )            |
| 6       | W                | Tungstène        | 74  | Métal de transition | [Xe] 6s2 4f14 5d4             |
| 7       | Sg               | Seaborgium       | 106 | Métal de transition | [Rn] 7s2 5f14 6d3             |
( * )   Exceptions à la règle de Klechkowski : chrome 24Cr, molybdène 42Mo.

Éléments du groupe 6
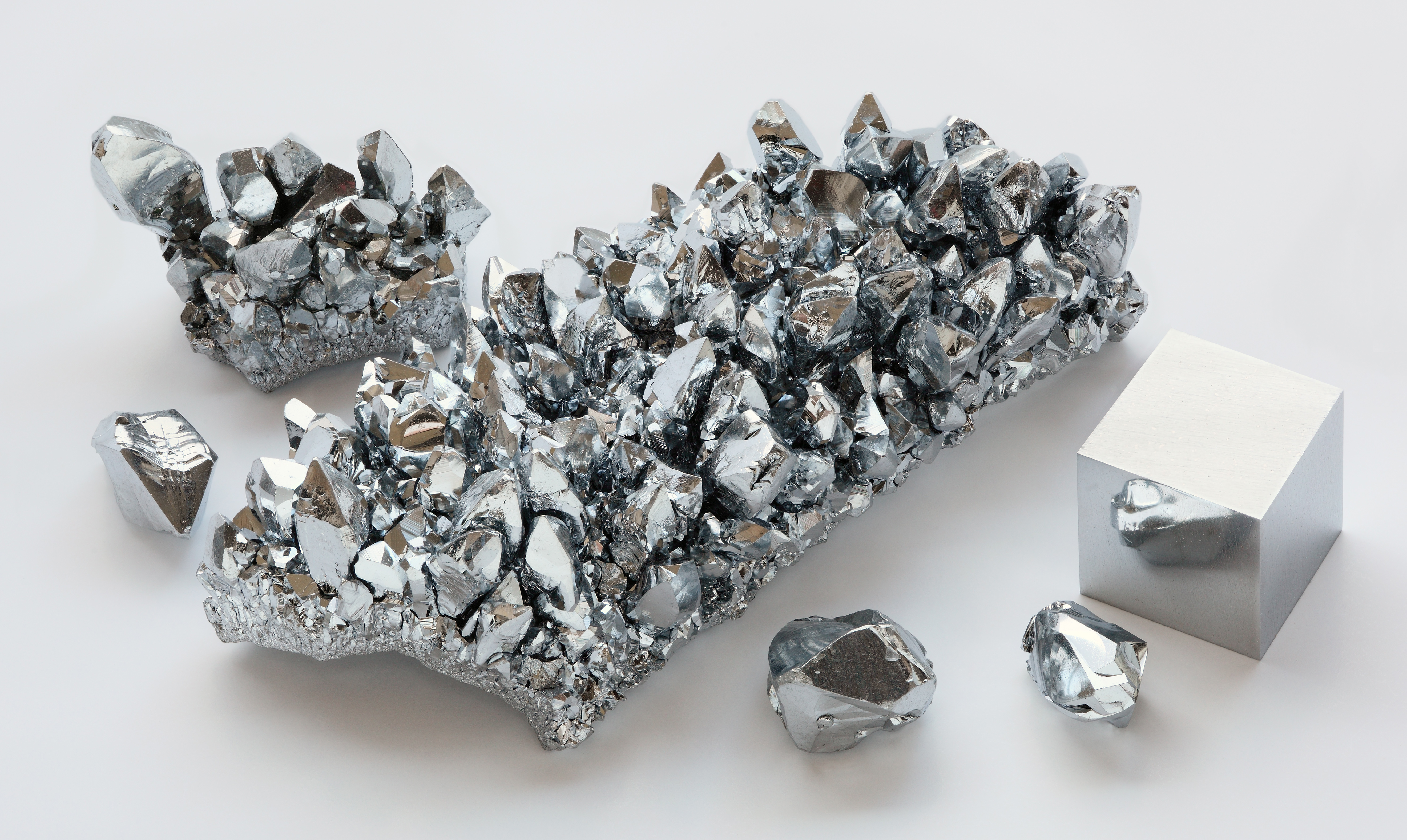
Chrome
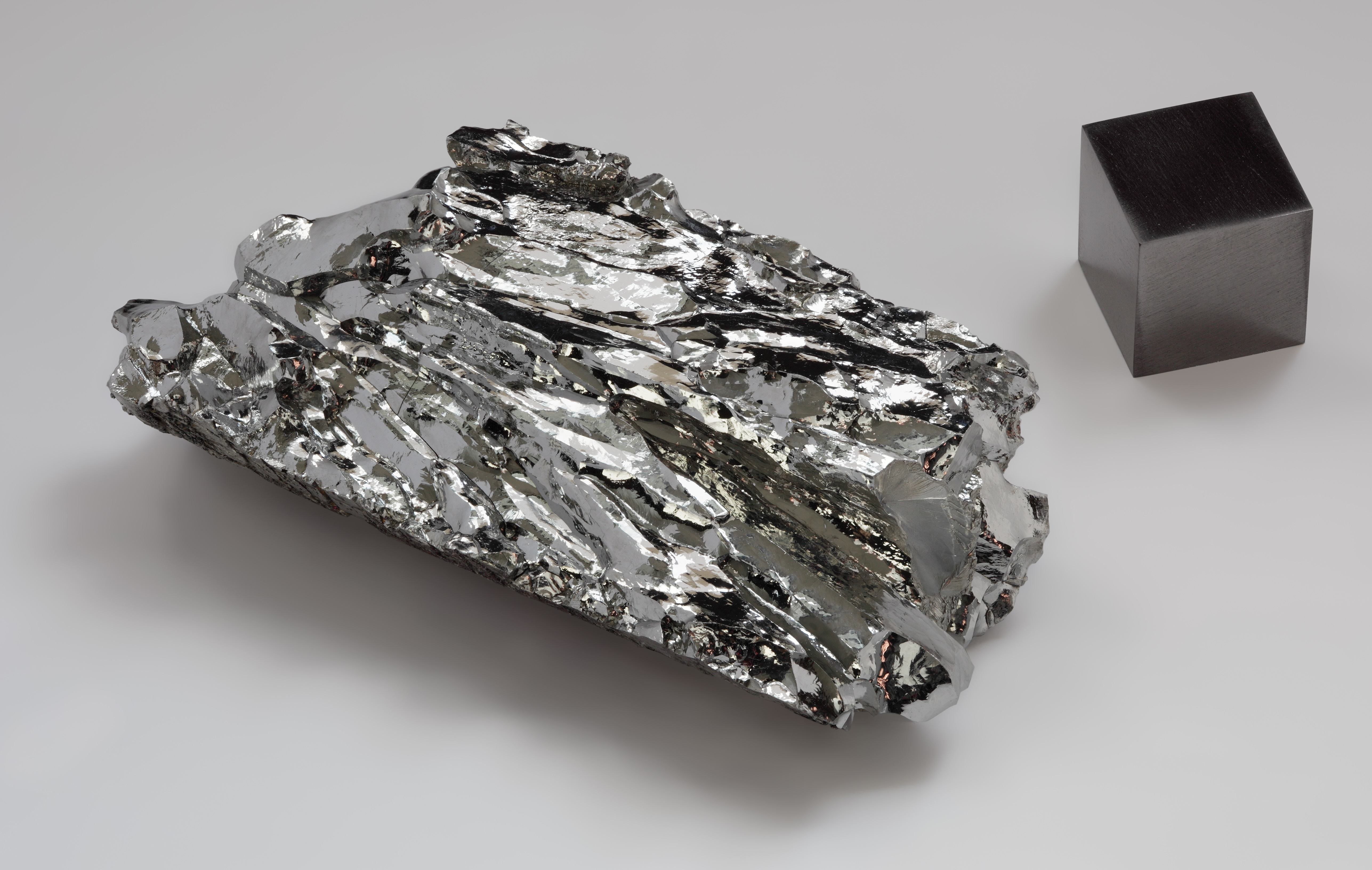
Molybdène
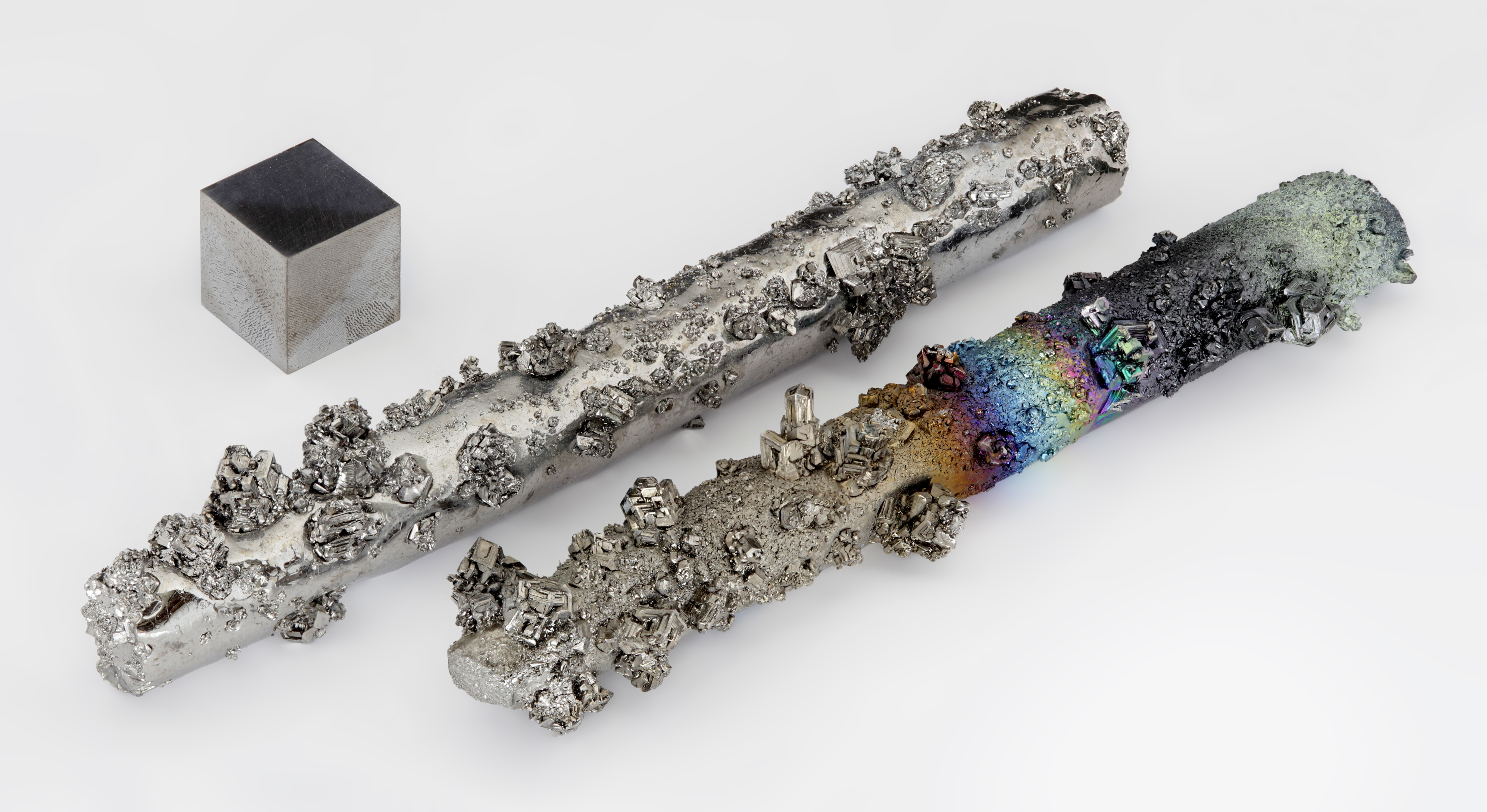
Tungstène